# Sacramento Geckos
El Sacramento Geckos fue un equipo de fútbol de los Estados Unidos que jugó en la USL Second Division, la desaparecida tercera división de fútbol del país.

## Historia
Fue fundado en el año 1997 en la ciudad de Albuquerque, Nuevo México como Albuquerque Geckos como uno de los equipos de expansión de la USL Second Division en ese año. En ese año fueron campeones de la liga y al año siguiente se mudaron a la A-League.
El año 1998 no fue tan productivo y solo ganaron cinco partidos, lo que trajo problemas financieros que llevaron a trasladar al equipo a Sacramento, California y pasaron a llamarse Sacramento Geckos. Aun así con el cambio de directores los problemas financieros y en el campo de juego continuaron en el que perdieron todos los 28 partidos de liga, al punto de que a mitad de la temporada el club fue adquirido por la United Soccer League para poder terminar la temporada y luego desaparece.

## Palmarés

### Nacional
- USL Second Division: 1

1997

### Conferencia
- USL-2 División Central Sur: 1

1997

## Temporadas
| Año  | División | Liga                 | Temporada Regular | Playoffs     | US Open Cup  |
| ---- | -------- | -------------------- | ----------------- | ------------ | ------------ |
| 1997 | 3        | USISL D-3 Pro League | 1º, South Central | Campeón      | 1ª Ronda     |
| 1998 | 2        | USL A-League         | 7º, Central       | No clasificó | No clasificó |
| 1999 | 2        | USL A-League         | 7º, Pacific       | No clasificó | No clasificó |